# Mimi Fariña
Mimi Baez Fariña, nata Margarita Mimi Baez (Palo Alto, 30 aprile 1945 – Mill Valley, 18 luglio 2001), è stata una cantautrice e attivista statunitense.
Era figlia del fisico Albert Baez e sorella della cantautrice folk Joan Baez.

## Biografia
Nel 1963, all'età di 17 anni, sposò lo scrittore, musicista e compositore Richard Fariña, con cui realizzò diversi influenti album folk, tra cui Celebrations for a Grey Day (1965) e Reflections in a Crystal Wind (1966). Dopo la morte del marito (avvenuta per un incidente motociclistico nel 1966, il giorno del ventunesimo compleanno di Mimi), la cantautrice sposò Milan Melvin e continuò ad esibirsi, a volte realizzando album e tour con la sorella Joan o con il cantautore folk Tom Jans.
Nel 1974, Mimi Fariña fondò Bread and Roses (Il pane e le rose), una organizzazione non profit con lo scopo di portare musica e intrattenimento gratuito in ospedali, case di cura e prigioni, inizialmente nella zona della Baia di San Francisco e più tardi su scala nazionale. L'organizzazione è tuttora attiva, e realizza circa 500 spettacoli all'anno. La denominazione Bread and Roses deriva dall'omonima poesia del 1911 di James Oppenheim, comunemente associata allo sciopero del 1912 delle lavoratrici e dei lavoratori tessili di Lawrence, nel Massachusetts.
Sebbene abbia continuato a cantare anche successivamente, incidendo un album nel 1985 ed eseguendo sporadici concerti, Mimi Fariña dedicò la maggior parte del suo tempo all'associazione. Nei tardi anni ottanta, tenne una serie di concerti di beneficenza e di protesta insieme a Pete Sears. Molte performance erano incentrate sulla questione dei diritti umani nell'America Centrale, soprattutto riguardo alle guerre civili ordite dagli Stati Uniti d'America in Guatemala e El Salvador. In una occasione i due musicisti tennero un concerto sui binari di una ferrovia abbandonata nei pressi di una base navale californiana. Circondati dai militari, Mimi Fariña e Pete Sears suonarono per le persone che stavano protestando contro il rifornimento di armi statunitensi alle truppe governative salvadoreñe.
Mimi Fariña morì di una rara forma di cancro del sistema endocrino nel luglio 2001 all'età di 56 anni.